# Valley Park (Oklahoma)
Valley Park – miasto w Stanach Zjednoczonych, w stanie Oklahoma, w hrabstwie Rogers.